# CURL
cURL (игра на думи: client for URLs и анг. дума curl – „къдрица“) представлява програма за команден ред, както и софтуерна библиотека (libcurl), които предлагат възможността за прехвърляне на данни чрез множество протоколи като FTP, FTPS, HTTP, HTTPS, SCP, SFTP, TFTP, TELNET, DICT, LDAP, LDAPS и FILE. Curl поддържа SSL сертификати, HTTP POST, HTTP PUT, FTP качване, качване на файлове чрез HTTP форми, проксита, бисквитки, удостоверяване на самоличността (Basic, Digest, NTLM, Negotiate, kerberos...), подновяване на файлови трансфери, прокси тунелиране и много други функции.